# Colusa County
Colusa County je okres ve státě Kalifornie v USA. K roku 2010 zde žilo 21 419 obyvatel. Správním městem okresu je Colusa. Sousedí s okresy Yolo County (na jihu), Lake County (na západě), Sutter County (na východě), Butte County (na severovýchodu) a Glenn County (na severu).